# Senostoma longimentum
Senostoma longimentum là một loài ruồi trong họ Tachinidae.